# 樂翠台
樂翠台（英語：Villa Rocha）是香港的一個私人屋苑，位於香港島跑馬地樂活道10號，於1988年6月落成，發展商為合和實業，現時管理公司為置邦物業管理。

## 屋苑資料
樂翠台共有2座大廈，每座都設有124個住宅單位。
| 樓宇名稱 | 住宅層數 | 單位總數         |
| -------- | -------- | ---------------- |
| A座      | 31層     | 124個（每層4伙） |
| B座      | 31層     | 124個（每層4伙） |

## 設施

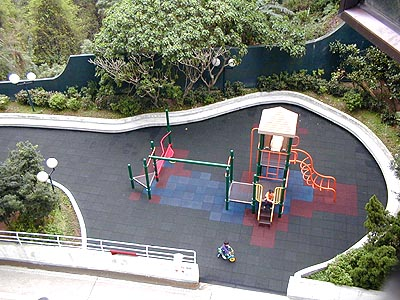
從住宅單位可遠眺遊樂場

樂翠台設有以下設施：
- 游泳池
- 停車場
- 遊樂場
- 公園
- 遊樂場

## 特色
- 樂翠台乃跑馬地著名豪宅之一，2座大廈每層設4個單位，向東的1及4室，俯瞰香港大球場，向西的2及3室，眺望馬場。單位有工人套房，實用率高達85%。[來源請求]

## 事件
2002年7月15日：香港置業跑馬地分行經理屠淑明表示，800百億元廈門遠華走私案主角賴昌星親屬，剛出售跑馬地樂活道樂翠台高層單位，套現685萬元，折合平均呎價5217元，帳面虧損逾300萬元。該單位在跑馬地樂翠台B座高層2室，面樓1313呎，屬套3房設計，可望馬場終點，是賴氏家族在香港的最後一個單位，放盤已兩、三個月。賴昌星家屬於1996年以公司名義，以998萬元購入。

## 附近住宅
- 禮頓山（樂活道2B號）- 明星陳偉霆、鄭少秋、前政務司司長許仕仁居住於此
- 樂景園（樂活道20號）- 明星黎明居於一個3134呎的高層單位
- 柏樂苑（樂活道38號）- 明星舒淇居住於此
- 樂天峰（樂活道12號）
- 樂陶苑（樂活道18號）
- 比華利山（樂活道6號）
- 玫瑰新邨（司徒拔道41C號） - 前政務司司長陳方安生及其家族居住於此
- 曉廬（司徒拔道41D號）- 許世勳家族發展，林青霞夫婦、明星張學友及家人居住於此
- 光明臺（大坑道5-7號）- 明星郭富城家人及關智斌居住於此
- 麗星樓（現重建為豪宅「上林」，大坑道15號）
- 大寶閣（大坑道70號） - 明星鄭秀文及家人居住於此
- 豪園（嘉寧徑/光明臺斜對面）- 明星陳寶珠及家人居住於此
- Y.I（大坑道10號）- 據説是香港蝙蝠俠的堡壘
- 嘉崙臺（大坑道152號）- 明星陳奕迅及家人2008年前居住於此
- 瑞士花園（大坑道113號）
- 竹麗苑（大坑道8號）
- 永威閣（大坑道3號）
- 龍園（大坑道春暉台1號）
- 渣甸山名門（大坑徑23號）
- 龍華花園（大坑徑25號）
- 嘉景台（大坑徑19號）
- 栢園（大坑徑6號）
- 高寧大廈（大坑徑5號）
- 高景大廈（大坑徑7號）
- 大坑台（春暉道5號）

## 外部連結
- 中原地產-樂翠台成交紀錄
- 14M綠色專線小巴路線表